# Kutya-hegy
A Budai-hegység második legmagasabb hegye. Valójában ugyanolyan magas mint a Budai-hegység hivatalosan legmagasabb hegyének elismert Nagy-Kopasz. Mind a két hegy 559 méteres tengerszint feletti magasságot ér el. Így, akár a Kutya-hegy (alternatív nevén: Bükkös-tető) is lehetne a hegység legmagasabb hegye.

## Leírás
A Kutya-hegy a Nagy-Szénástól nyugatra, Nagykovácsi területén található, lombos erdő borítja, meglehetősen jellegtelen hegy. Felépítő kőzetanyaga: diploporás dolomit. A Kutya-hegy az úgynevezett Zsíros-hegy-Nagy-Szénás-Kutya-hegy rögcsoport tagja. Ezek tektonikus törések mentén lépcsőzetesen, 4-5 szintben kiemelkedett rögsorokat jelentenek. A hegyről nincs kilátás, vélhetően ezért nem versenyezhet ismertségben a nála alacsonyabb, de pompás panorámával büszkélkedő Nagy-Szénással, amelytől a kellemes pihenőhelynek számító Kutya-hegyi-nyereg választja el.
A Kutya-hegyen a K+ turistautat követve kelhetünk át.